# Kvalifikations Ligaen 2014
La Kvalifikations Ligaen 2014 è  il campionato di football americano di secondo livello, organizzato dalla DAFF.

## Squadre partecipanti
| Club              | Città   | Stadio | Sponsor ufficiale | Risultato nella stagione 2013 |
| ----------------- | ------- | ------ | ----------------- | ----------------------------- |
| Herning Hawks     | Herning |        |                   |                               |
| Horsens Stallions | Horsens |        |                   |                               |
| Kolding Guardians | Kolding |        |                   |                               |
| Randers Thunder   | Randers |        |                   |                               |

## Stagione regolare

### Calendario

#### 1ª giornata
| Randers 12 aprile 2014, ore 14:00 | Randers Thunder | 0 – 30 referto | Herning Hawks | Thunder Field |

| Horsens 13 aprile 2014, ore 14:00 | Horsens Stallions | 7 – 14 referto | Kolding Guardians | Dagnæs Stadion |

#### 2ª giornata
| Horsens 26 aprile 2014, ore 14:00 | Horsens Stallions | 45 – 8 referto | Randers Thunder | Dagnæs Stadion |

| Herning 27 aprile 2014, ore 14:00 | Herning Hawks | 12 – 49 referto | Kolding Guardians | Herning Atletikstadion |

#### 3ª giornata
| Horsens 10 maggio 2014, ore 14:00 | Horsens Stallions | 7 – 0 referto | Randers Thunder | Dagnæs Stadion |

#### 4ª giornata
| Herning 17 maggio 2014, ore 14:00 | Herning Hawks | 6 – 30 referto | Kolding Guardians | Herning Atletikstadion |

#### 5ª giornata
| Herning 24 maggio 2014, ore 14:00 | Herning Hawks | 10 – 24 referto | Horsens Stallions | Herning Atletikstadion |

| Kolding 25 maggio 2014, ore 14:00 | Kolding Guardians | 80 – 6 referto | Randers Thunder | Bakkeskolen |

#### 6ª giornata
| Horsens 14 giugno 2014, ore 14:00 | Horsens Stallions | 20 – 27 referto | Kolding Guardians | Dagnæs Stadion |

| Randers 15 giugno 2014, ore 14:00 | Randers Thunder | 40 – 48 referto | Herning Hawks | Thunder Field |

#### 7ª giornata
| Herning 28 giugno 2014, ore 14:00 | Herning Hawks | 11 – 20 referto | Horsens Stallions | Herning Atletikstadion |

| Randers 29 giugno 2014, ore 14:00 | Randers Thunder | 0 – 50 (a tavolino) referto | Kolding Guardians | Thunder Field |

#### 8ª giornata
| Herning 16 agosto 2014, ore 14:00 | Herning Hawks | 50 – 0 (a tavolino) referto | Randers Thunder | Herning Atletikstadion |

| Kolding 17 agosto 2014, ore 16:00 | Kolding Guardians | 0 – 21 referto | Horsens Stallions | Bakkeskolen |

#### 9ª giornata
| Randers 30 agosto 2014, ore 14:00 | Randers Thunder | 24 – 28 referto | Horsens Stallions | Thunder Field |

| Kolding 31 agosto 2014, ore 14:00 | Kolding Guardians | 36 – 0 referto | Herning Hawks | Bakkeskolen |

#### 10ª giornata
| Horsens 6 settembre 2014, ore 14:00 | Horsens Stallions | 47 – 0 referto | Herning Hawks | Dagnæs Stadion |

#### 11ª giornata
| Kolding 14 settembre 2014, ore 14:00 | Kolding Guardians | 30 – 0 (a tavolino) referto | Randers Thunder | Bakkeskolen |

### Classifica
La classifica della regular season è la seguente:
- PCT = percentuale di vittorie, G = partite giocate, V = partite vinte,  P = partite perse, PF = punti fatti, PS = punti subiti

| Pos. | Squadra           | PCT  | G | V | N | P | PF  | PS  |
| ---- | ----------------- | ---- | - | - | - | - | --- | --- |
| 1    | Kolding Guardians | .889 | 9 | 8 | 0 | 1 | 316 | 72  |
| 2    | Horsens Stallions | .778 | 9 | 7 | 0 | 2 | 219 | 94  |
| 3    | Herning Hawks     | .333 | 9 | 3 | 0 | 6 | 167 | 246 |
| 4    | Randers Thunder   | .111 | 9 | 1 | 0 | 8 | 78  | 368 |

## Poule retrocessione

### Incontri
| Herning 20 settembre 2014, ore 14:00 | Herning Hawks | 12 – 7 referto | Odense Thrashers | Herning Atletikstadion |

| Odense 27 settembre 2014, ore 14:00 | Odense Thrashers | 15 – 35 referto | Roskilde Kings | Bolbroparken |

| Roskilde 4 ottobre 2014, ore 14:00 | Roskilde Kings | 39 – 0 referto | Herning Hawks | Roskilde Idrætscenter |

### Classifica Girone 1
La classifica della poule retrocessione è la seguente:
- PCT = percentuale di vittorie, G = partite giocate, V = partite vinte,  P = partite perse, PF = punti fatti, PS = punti subiti

| Pos. | Squadra          | PCT   | G | V | N | P | PF | PS |
| ---- | ---------------- | ----- | - | - | - | - | -- | -- |
| 1    | Roskilde Kings   | 1.000 | 2 | 2 | 0 | 0 | 74 | 15 |
| 2    | Herning Hawks    | .500  | 2 | 1 | 0 | 1 | 12 | 46 |
| 3    | Odense Thrashers | .000  | 2 | 0 | 0 | 2 | 22 | 47 |

## Spareggi promozione
| Esbjerg 4 ottobre 2014, ore 14:00 | Esbjerg Hurricanes | 6 – 49 referto | Horsens Stallions | Skibhøj Idrætsanlæg |

| Odense 5 ottobre 2014, ore 14:00 | Odense Swans | 0 – 50 (a tavolino) referto | Kolding Guardians | Hjalleseskolen |

## Verdetti
- Kolding Guardians e  Horsens Stallions promossi
- Herning Hawks non retrocessi
- Randers Thunder retrocessi